# ايمانويل دانيال (رائد أعمال)
ايمانويل دانيال (بالإنجليزية: Emmanuel Daniel)‏ هو رائد أعمال سنغافوري، ولد في 3 ديسمبر 1962.